# Star Wars Holiday Special
A Star Wars Holiday Special egy amerikai televíziós különkiadás, amelyet eredetileg 1978. november 17-én sugárzott a CBS. A Steve Binder által rendezett film volt az első Star Wars spin-off film, amely az eredeti film eseményei és az akkor még meg nem jelent folytatás, A Birodalom visszavág (1980) között játszódott. A főszereplők az eredeti Csillagok háborúja főszereplői, és itt mutatkozott be először Boba Fett karaktere, aki a későbbi filmekben is feltűnt.
A különkiadást összekötő történetben az eredeti film eseményeit követően Csubakka és Han Solo megpróbálnak ellátogatni a vukik szülőbolygójára, a Kashyyykra, hogy megünnepeljék az „élet napját”. A Galaktikus Birodalom ügynökei üldözőbe veszik őket, akik a Lázadó Szövetség tagjait keresik a bolygón. A különkiadás bemutatja Csubakka családjának három tagját: az apját, Itchyt, a feleségét, Mallát és a fiát, Lumpyt.
A programban a Star Wars többi főszereplője is szerepel, köztük Luke Skywalker, C-3PO, R2-D2, Darth Vader és Leia hercegnő, akiket mind az eredeti szereposztás szerinti színész alakít (kivéve R2-D2-t, akit egyszerűen csak „önmagaként” mutatnak be). A műsorban szerepelnek felvételek az 1977-es filmből, valamint a torontói Nelvana által készített rajzfilm, amelyben Boba Fett fejvadász felbukkan. A jelenetek az űrben és űrhajókon játszódnak, köztük a Millennium Falconon és egy csillagrombolón; a szegmensek néhány más helyszínen is játszódnak, például az eredeti filmből ismert Mos Eisley kantinában.
A különkiadás nagyon gyenge fogadtatásban részesült, és rettenetes kritikákat kapott, emiatt soha többé nem került újra adásba, és hivatalosan semmilyen formátumban nem adták ki otthoni megjelenésre sem. Az évek során elérhetetlensége és underground minősége miatt afféle popkulturális legendává vált. Az eredeti, 1978-as CBS televíziós adás otthoni felvételeit a rajongók egyfajta bootleg-kópiaként tekintették meg és terjesztették, és tartalommegosztó weboldalakra is feltöltötték. Ezzel szemben a Boba Fettet bemutató animációs szegmens pozitív fogadtatásban részesült, és 2021-ben a Disney+-on is megjelent.

## Cselekmény
|  | Alább a cselekmény részletei következnek! |

Az élet napján Csubakka Han Solo kíséretében hazafelé tart, hogy meglátogassa a családját. Útközben a párost két csillagromboló üldözőbe veszi, de sikeresen a hipertérbe menekülnek előlük. Eközben Kashyyykon Csubakka családja készül a visszatérésére. Abban a reményben, hogy megtalálják az Millenium Falcont, a felesége, Malla, számítógépes keresést végez a környéken lévő csillaghajók után, de sikertelenül.
Malla kapcsolatba lép Luke Skywalkerrel, aki R2-D2-val együtt az X-szárnyú vadászgépén dolgozik. Luke elmondja neki, hogy nem tudja, mi történt. Malla ezután felhívja Saun Dannt, egy helyi kereskedőt. A férfi egy óvatosan megfogalmazott üzenetben közli vele, hogy Han és Csubakka úton vannak, és hamarosan megérkeznek. Malla ezután (sikertelenül) megpróbál elkészíteni egy ételt, amelynek utasításait egy helyi televíziószerű főzőműsoron keresztül sugározza egy különc négykarú idegen szakács, Gormaanda séf.
Saun megérkezik az élet napi ajándékokkal, köztük egy virtuális valóság fantáziaprogrammal Itchy, Csubakka apja számára. Visszatérve a Falconra, Csubakka és Han éppen kilép a hipertérből, nem messze Kashyyyktól. Han észreveszi a birodalmi jelenlét erősödését, ezért úgy döntenek, hogy leszállnak egy északra fekvő, őrizetlen területen. Ahogy belépnek a légkörbe, Lumpy meghallja a hajó morajlását. Abban a hiszemben, hogy Han és Csuvi érkezik, Malla kinyitja az ajtót, de ehelyett két rohamosztagost és tiszteket talál ott. A birodalmiak erőszakkal behatolnak a házba, majd az egyik tiszt elrendeli, hogy keressék meg Csubakkát. Miközben utána kutatnak, Saun és a többiek megpróbálják elterelni a figyelmüket étellel és Malla holografikus zenés videódobozával. Amikor a zene befejeződik, a főtiszt elrendeli a keresés folytatását. A főtiszt azt mondja Mallának, hogy foglalja le Lumpiát, amíg átkutatják a szobáját, ezért Lumpi (és a nézők egy történet a történetben keretében) egy képernyőn keresztül megnézik az apja számos kalandját bemutató rajzfilmet:
Egy talizmán keresése közben a Millennium Falcon lezuhan a Panna víziholdra, a főszereplőkkel a fedélzeten. Itt botlanak Boba Fettbe, aki megmenti Luke-ot egy óriási szörnyetegtől, és azt állítja, hogy segíteni akar a lázadóknak. Mindannyian felszállnak a Falconra, ahol Han megfertőződik egy titokzatos alvó vírussal, amelyet a talizmán okoz. Luke is elkapja a vírust. Fett és Csuvi elutaznak Panna Citybe, hogy megszerezzék a gyógyszert. Miután bejutnak a birodalmiak által elfoglalt városba, Fett utasítja Csubakkát, hogy maradjon ott, ezalatt ő kapcsolatba léphet Darth Vaderrel. Eközben a Falcon fedélzetén, miközben C-3PO gondoskodik Hanról és Luke-ról, R2-D2 elfogja a Vader és Fett közötti üzenetet. A birodalmiak elől Fett és Csubakka visszatérnek a Sólyomra az ellenszerrel. Miután mindenki felépül a fertőzésből, megtudják Fett valódi indítékát. A lebukott fejvadász jetpackje segítségével elrepül, és megígéri, hogy még találkoznak a jövőben. A hősök a Sólyom fedélzetén visszatérnek a lázadók bázisára, ezzel véget ér a rajzfilm-részlet.
Visszatérve a valóságba, Lumpy egy fordítóeszköz létrehozásán dolgozik, amely a parancsnokuk hangjának meghamisításával ráveszi a birodalmiakat, hogy visszatérjenek a bázisukra. Ehhez először meg kell néznie az eszköz használati utasítását, amelyet egy rosszul működő, hozzá nem értő robot mutat be. Miközben a birodalmiak a földszinten kutakodnak, a nappali képernyője aktiválódik, és bejelenti, hogy a Tatuint a Birodalom „felforgató erők” miatt kijárási tilalom alá helyezte. A videót a birodalmi erők számára kötelező megtekintésűként jelentették be, és nagy részében Ackmena látható, aki a Mos Eisley kantinát vezeti. Ackmenát egy hódoló keresi fel: Krelman, egy szerelmes idegen, aki félreértett valamit, amit nemrég mondott neki. Ackmena bejelenti a zárás előtti utolsó rendelést, és miután figyelmen kívül hagyják, búcsúdalt énekel.
Lumpy kihasználja az alkalmat, hogy mozgásba hozza tervét, és ismételt felhívást színlel a birodalmiaknak, hogy „térjenek vissza a bázisra”. A katonák elhagyják a házat, de az egyik rohamosztagos ott marad, és rájön, hogy átverték őket. Megtalálja Lumpyt és megsemmisíti a gépet, majd kikergeti. Han és Csubakka ekkor érkezik meg, Csuvi megvédi a fiát, miközben Han megöli a rohamosztagos katonát. Miután újra találkoznak, egy birodalmi tiszt jelenik meg a képernyőn, aki általános riadót ad ki az eltűnt rohamosztagos miatt. Saun gyorsan válaszol, hogy a katona ellátmányt lopott és dezertált. A veszély elhárult, a család felkészül a fesztiválra a nagy életfánál. Kezükben izzó gömbök, és vörös köntösben jelennek meg az űrben.

A vukik besétálnak egy fényes csillagba, és megérkeznek az életfához, ahol sokan összegyűlnek, köztük C-3PO és R2-D2 is. Luke, Leia és Han is megjelenik. Leia rövid beszédet mond, és egy ünnepi dalt énekel. Csubakka visszaemlékezik az eredeti film eseményei során átélt kalandjaira. Végül a vuki család egy asztal köré ül és fejet hajt.
|  | Itt a vége a cselekmény részletezésének! |

## Szereplők
- Mark Hamill – Luke Skywalker
- Harrison Ford – Han Solo
- Carrie Fisher – Leia hercegnő
- Anthony Daniels – C-3PO
- Peter Mayhew – Csubakka
- James Earl Jones – Darth Vader (hang)
- Beatrice Arthur – Ackmena
- Art Carney – Saun Dann kereskedő
- Diahann Carroll – Mermeia hologram
- Jefferson Starship (Marty Balin, Craig Chaquico, Paul Kantner, David Freiberg, Pete Sears, John Barbata) – holografikus zenekar
- Harvey Korman – Krelman / Gormaanda séf / Amorphian instruktor
- Mickey Morton – Malla / Tork (nem szerepel a stáblistán) / Gormaanda séf második pár keze (nem szerepel a stáblistán)
- Paul Gale – Itchy, Csubakka apja
- Patty Maloney – Lumpy, Csubakka fia
- Jack Rader – birodalmi őrség tisztje
- Stephanie Stromer
- Michael Potter – birodalmi őr
- The Wazzan Troupe
- Yuichi Sugiyama – a gyűrű mester
- The Mum Brothers
- Claude Woolman – birodalmi tiszt
- Lev Mailer – birodalmi őr
- John McLaughlin
- David Prowse (archív felvétel) – Darth Vader (nem szerepel a stáblistán)
- Alec Guinness (archív felvétel) – Obi-Wan Kenobi (nem szerepel a stáblistán)
- Leslie Schofield (archív felvétel) – birodalmi tiszt (nem szerepel a stáblistán)
- Marcus Powell (archív felvétel) – Rycar Ryjerd (nem szerepel a stáblistán)

Kenny Baker, aki a filmekben R2-D2-t játszotta, nem vett részt a különkiadás készítésében. A droidot teljes egészében egy rádióvezérlésű egység játszotta, amelyet Mick Garris (Lucas recepciósa) kezelt. A stáblistán R2-D2-t mint saját magát alakító karaktert tüntették fel a szereplők között.
Mivel James Earl Jones eredetileg nem volt feltűntetve a Csillagok háborúja stáblistájában, a különkiadás volt az első alkalom, hogy Darth Vader hangjaként mutatták be.
Malla maszkját az eredeti filmből származó Csubakka maszkjából vették át. Csubakka családjának nevét később úgy magyarázták, hogy becenevek voltak, teljes nevük Mallatobuck (Malla), Attichitcuk (Itchy) és Lumpawarrump vagy Lumpawaroo (Lumpy).

## Fogadtatása

### Kritikusi vélemények
A Star Wars Holiday Specialt a kritikusok, a közönség és a Star Wars-rajongók egyaránt elítélték. 1978 novemberében Jerry Buck az Associated Press kritikájában „az agynak szánt rágóguminak” nevezte a műsort. Nathan Rabin a The A.V. Clubtól azt írta: „Nem vagyok meggyőződve arról, hogy a különkiadást nem egy zsáknyi érző kokain írta és rendezte.” David Hofstede, a What Were They Thinking? szerzője: The 100 Dumbest Events in Television History (A televíziózás történetének 100 leghülyébb eseménye) című könyvében az első helyre sorolta a Holiday Specialt, és „minden idők legrosszabb kétórás televíziós műsorának” nevezte. A Rotten Tomatoes kritika-gyűjtő weboldalon a film 16 kritika alapján 25%-os tetszést aratott, 3,4/10-es átlagértékeléssel.
Nathan Rabin a Fatherly számára írva azt mondja, hogy a rajzfilmrészlet egyedülálló a különkiadás többi részéhez képest, mivel „úgy érzi, hogy méltó arra, hogy kánon legyen, és nem egy hipnotikusan őrült aberráció”.
A jóval későbbi magyar kritikák is egyöntetűen negatívan ítélik meg a filmet, ami annyira rossz, hogy komolyan venni sem lehet.

### A szereplők és a készítők véleménye
George Lucasnak nem volt jelentős része a film elkészítésében, és állítólag elégedetlen is volt a végeredménnyel. Lucas 1987-ben állítólag a következőket mondta a különkiadásról: „Azt hiszem, videokazettán fogják kiadni. Nem vagyok benne biztos, hogy a televízióban újra leadják-e vagy sem.” Egy 2005. májusi interjúban megkérdezték Lucast, hogy a film elkedvetlenítette-e őt a további televíziós munkától. Erre így válaszolt: „Az 1978-as különkiadásnak tényleg nem sok köze volt hozzánk. Nem emlékszem, hogy melyik csatornán ment le, de ez egy olyan dolog volt, amit ők csináltak. Mi meg hagytuk, hogy megcsinálják. Ők meg ezt csinálták... Már nem is emlékszem, hogy ki volt a csapat, de ők a varieté tévés srácok voltak. Hagytuk, hogy használják a karaktereket, meg ilyenek, és valószínűleg nem ez volt a legokosabb dolog, de az ember tanul ezekből a tapasztalatokból.” Lucas utálatát a film iránt jól tükrözi egy ausztrál rendezvényen elhangzó, azóta híressé vált mondata, miszerint ha lenne elég ideje és egy pörölykalapácsa, felkutatna minden példányt, és összezúzná azokat.
Amikor Harrison Ford 2006-ban a Late Night with Conan O'Brien című műsorban szerepelt, először viccelődve tagadta a film létezését, amikor erről kérdezték, majd azt mondta, hogy soha nem látta, miközben látványosan kellemetlenül érezte magát. Amikor a műsorvezető felvezette, hogy mutatnak egy részletet belőle, akkor pedig nekiugrott. 2010-ben a Times Talk című televíziós műsorban David Carr, a New York Times rovatvezetője Carrie Fishert kérdezte a különkiadásról, ő pedig azt nyilatkozta, hogy Lucas adott neki a különkiadásból egy példányt, cserébe azért, hogy a Star Wars-trilógia audiokommentárját rögzítse. Saját állítása szerint akkor szokta lejátszani, ha azt akarja, hogy egy buli véget érjen és a vendégek végre hazamenjenek. Egyes pletykák szerint az éneklés rögzítése közben kokain hatása alatt állt, ami nem elképzelhetetlen, mivel később A jedi visszatérben is találtak erre utaló jeleket. 2018-ban Mark Hamill azt állította, hogy nem látta még egyben az egész különkiadást. Később elismerte, hogy nem felejtette el a műsort, és azóta is utálja azt. Anthony Daniels a 2019-es önéletrajzában nemes egyszerűséggel „szarnak” nevezte a különkiadást. A legtöbb szereplő tehát máig utálja a Holiday Specialt, és ennek szeretnek látványos és vicces módon hangot adni.

## Popkulturális hatása
2005-ben Lawrence Person a Locus sci-fi magazinba írt egy kritikát a film fiktív „Platinum Edition” DVD-kiadásáról, ami áprilisi tréfának bizonyult.
“Weird Al” Yankovic egyik legnépszerűbb, 2006-os „White & Nerdy” című dalához készült klipben a főszereplő egy sikátorban a Star Wars Holiday Special kalózváltozatát vásárolja meg videókazettán. A jelenet a cserét drogüzlethez hasonlóként ábrázolja, utalva a különkiadás underground státuszára.
2007-ben a RiffTrax nevű humortársulat , amely a Mystery Science Theater 3000 korábi tagjaiból, Bill Corbettből, Kevin Murphyből és Michael J. Nelsonból áll, kiadott egy paródiakommentárt a különkiadásról, amely tartalmazza az eredeti reklámszüneteket és azok véleményezését is.
2011-ben a Balfékek című sorozat 3. évadának 11. részében, a „Regional Holiday Music” című epizódban a főszereplők megnézik a „Spacetime felügyelő ünnepi különkiadást”, ami egyértelmű utalás a Star Wars Holiday Specialre.

## Fordítás
- Ez a szócikk részben vagy egészben  a   Star Wars Holiday Special című angol Wikipédia-szócikk ezen változatának fordításán alapul.  Az eredeti cikk szerkesztőit annak laptörténete sorolja fel. Ez a jelzés csupán a megfogalmazás eredetét és a szerzői jogokat jelzi, nem szolgál a cikkben szereplő információk forrásmegjelöléseként.